# Добжаньский, Богдан
Богдан Добжаньский (3 марта 1909, Струтинка, Польша — 15 июля 1987, Варшава, Польша) — польский агрофизик.

## Биография
Родился Богдан Добжаньский 3 марта 1909 года в Струтинке. В 1929 году поступил в Львовский политехнический институт, который он окончил в 1934 году. Из-за успехов, администрация оставила дипломированного специалиста у себя и он работал в качестве научного сотрудника вплоть до 1946 года, при этом два последних года он работал уже при советской власти. В 1946 году решил переехать на свою родину в Польшу и поселился в Люблине, где устроился на работу в Университет имени Марии Склодовской-Кюри и проработал с 1946 по 1951 год. В 1951 году был избран ректором данного университета и проработал вплоть до 1959 года. В процессе работы в Университете Марии Склодовской-Кюри, к Богдану Добжаньскому пришла идея создания Института агрофизики при Польской АН в Люблине и после того, как здание нового института в 1959 году распахнуло свои двери, он был избран директором и проработал вплоть до 1968 года. С 1968 по 1979 год занимал должность директора Института почвоведения, одновременно с этим с 1972 по 1975 год занимал должность академика-секретаря  Отделения сельскохозяйственных и лесных наук. С 1979 года на пенсии.
Скончался Богдан Добжаньский 15 июля 1987 года в Варшаве.

## Научные работы
Основные научные работы посвящены динамике физических и биологических свойств почв.
- Изучал генезис почв, являющиеся следствием водной эрозии.
- Разрабатывал принципы картографирования.

## Избранные сочинения
- Добжаньский Б. Почвоведение, 1979.

## Членство в обществах
- 1969-87 — Член Польской АН.
- 1972-87 — Иностранный член ВАСХНИЛ.
- 1976-87 — Почётный член Венгерской АН.
- 1977-87 — Почетный член Академии сельскохозяйственных наук ГДР.